# Château de Tayac
Le château de Tayac se situe sur la commune des Eyzies-de-Tayac-Sireuil. Il est classé Monument historique le 26 décembre 1968. 

## Présentation
Le château et ses dépendances furent bâtis aux XIe et XIIe siècles sur la terrasse rocheuse d’un vaste abri sous roche surplombant le centre des Eyzies.

## Historique
Jean Guy de Beynac choisit l’endroit le plus apparent de la paroisse de Tayac : les falaises qui dominent le confluent de la Beune et de la Vézère, le village des Eyzies, déjà principale agglomération de la paroisse grâce à la Forge, aux moulins et au passage de la Vézère, au flanc de cette falaise, sur une terrasse rocheuse, peut-être occupée par quelques modestes constructions troglodytiques, qu’il achète dans ce but. Il va élever ex nihilo, sa forteresse. Les dates de cette construction ne sont pas précises (entre 1578 et 1585). Cette bâtisse qu’il va élever sera symbolique : comme toute demeure noble, défensive et pratique, elle n’est pas démesurée ; laissant en avant une vaste esplanade, moins prise sous la falaise qui aurait permis plus d’ampleur, il établit sur un entablement resserré, isolé par un profond fossé qu’il taille en manière de carrière : il extrait ainsi des quartiers dont il a justement besoin pour bâtir (…) le rocher est directement utilisé dans la construction : il est pris dans la base du donjon et le couloir de la poterne est taillé dans la masse ; le corps de logis lui-même épouse dans des dénivellations qu’on n’a pas cherché à gommer. La construction obéit ainsi à cette géographie si particulière : elle échappe à toute typologie, mais se rattache, bien sûr, à cette tradition ancestrale dont la Vallée de la Vézère nous montre une infinité d’exemples. Les descendants de Jean Guy continuèrent à occuper le château. Au XVIIIe siècle il fut porté par le mariage d’Isabeau de Beynac à la famille La Borie de Campagne, Isabeau y résida jusqu’à sa mort. Géraud, son petit-fils, désirait entreprendre des rénovations de l’édifice, mais la Révolution le contraignit à l’émigration. 
En 1798, l’essentiel des terres des Eyzies dont le château devint domaine national. Mis en vente le château fut racheté en 1804 par François Lassudrie qui appartenait à l'une des plus anciennes familles de Tayac, son but en achetant le château dépourvu de son entourage était simple : le démolir. Cette vaste construction toute en pierre de taille formait une carrière apparemment facile à exploiter et dont François Lassudrie espérait  tirer grand profit, mais cette démolition  ne l’enrichit guère et fut  abandonnée. Avant son décès, sa fille Jeanne eut le vieux château en héritage, mais dès le 21 juillet 1846 Jeanne ainsi que son époux simple menuisier originaire de Marquay conclurent un échange avec Antoine Esclafer qui leur céda un très modeste logement. Antoine Esclafer reçut  en retour : « un emplacement où se trouvent des vieux murs, appelé château, situé encore auxdits Eyzies ». Cette acquisition en 1846 par la famille Esclafer le sauva de la ruine complète, Antoine Esclafer s’appliqua  en quelque sorte à restituer l’ancien domaine des Beynac auxquels sa famille était apparentée à plusieurs reprises ; nombreux sont les actes d’acquisition ou d’échanges qui lui permirent de réunir, le long de la Beune, les principaux biens qu’avait jadis possédés Jean Guy de Beynac, il devint propriétaire de ces ruines et tint à en assurer la conservation mais l’épouse du fils aîné d’Antoine Esclafer refusa d’habiter sous un rocher et les projets de restauration furent abandonnés.

### La transformation en musée

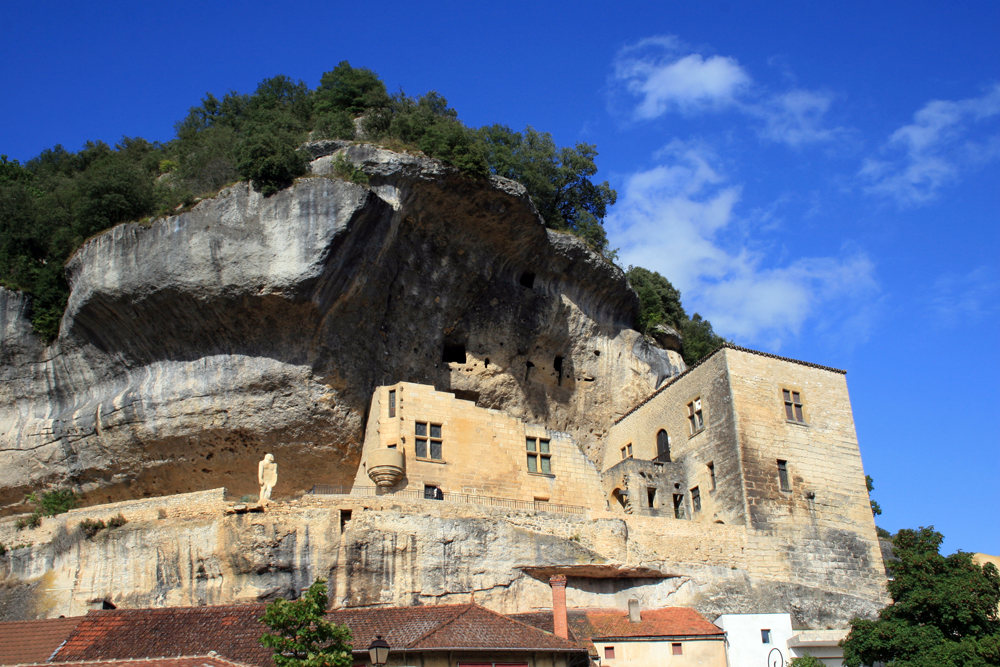
Le château de Tayac abrite une partie des collections du Musée national de Préhistoire.

La cession du château fut consentie pour dix mille francs en 1913 à l’État français représenté par Denis Peyrony, correspondant de la Commission des Monuments Historiques afin d’abriter Le Musée national de Préhistoire. Ainsi, en 1913, après avoir été possédé par des familles toutes apparentées entre elles et être resté presque continûment dans la descendance des Barons de Beynac, le château des Eyzies est entré dans le patrimoine national.
La préhistoire s’ancrait dans le paysage périgourdin, alors que la statue allégorique de l’homme de Néanderthal de Dardé en devenait le symbole. L’histoire du château allait se confondre avec celle d’un éminent préhistorien, Denis Peyrony. Cet ancien instituteur s’est hâté, dès son recrutement par le ministère des Beaux-Arts, de tracer les grandes lignes d’une nouvelle politique patrimoniale. L’ouverture d’un musée régional de préhistoire permettrait d’enrayer l’hémorragie des collections archéologiques elles-mêmes. Pour régler le problème du stockage de plusieurs centaines de milliers d’objets dans des réserves correctes, deux bâtiments en bout de terrasse furent construits en 1966-1967.
La nouvelle extension, achevée en 2004, occupe de nouveaux bâtiments conçus par l’architecte Jean-Pierre Buffi, avec plus de 3 600 m² de nouvelles surfaces dont 14 850 m² de galeries d’exposition.